# イネセ・ヤウンゼム
イネセ・ヤウンゼム（Inese Jaunzeme、1932年5月21日 - 2011年2月13日）は、ラトビアのやり投選手。アイズクラウクレ地区プリャヴィニャス出身。
1956年メルボルンオリンピックでやり投げ種目で優勝し金メダルを獲得し、翌年には労働赤旗勲章を受章している。1960年に医師免許を獲得した。
1999年ラトビアオリンピック委員会の会長の座に就いている。